# 브로드만 영역 4
브로드만 영역 4 (Brodmann area 4)는 인간 두뇌의 일차 운동 피질을 나타낸다. 전두엽의 뒤쪽 부분에 위치하고 있다.
브로드만 영역 4는 중심앞 이랑(precentral gyrus)의 일부이다. 이 영역의 경계는 앞쪽의 중심앞 고랑(precentral gyrus), 위쪽 안쪽의 안쪽 세로 틈새(medial longitudinal fissure), 뒤쪽의 중심 고랑(central sulcus), 아래쪽 가쪽의 가쪽 고랑(lateral sulcus)이다.
와일더 펜필드가 처음 보고한 바와 같이, 이 피질 영역은 호문쿨루스 패턴을 가지고 있다. 즉, 다리와 몸통이 정중선 위로 접혀지고 팔과 손은 중앙을 따라 있다. 피질의 아래쪽이 얼굴 영역을 담당한다. 브로드만 영역 4는 일차 운동 피질과 동일한 위치에 있기 때문에 여기의 호문쿨루스는 운동 호문쿨루스라고 불린다.
Brodmann-1909의 영역 4라는 용어는 세포구축학(cytoarchitecture)적으로 정의된 긴꼬리원숭이속(guenon)의 전두엽 부분을 의미한다. 주로 중심앞 이랑에 위치한다. 브로드만-1909는 이것을 지형학적(topographically)으로나 세포구축학적으로 인간의 거대피라미드 영역 4(gigantopyramidal area 4)와 서로 동일하다고 간주하고 인간보다 원숭이에서 전두엽의 훨씬 더 많은 부분을 차지한다고 지적했다.
브로드만이 1905년에 발표한 바에 따르면, 해당 영역의 특징은 다음과 같다.
- 비정상적으로 두꺼운 피질.
- 층간 구분이 뚜렷하지 않음.
- 상대적으로 드물게 분포한 세포들.
- 내부 피라미드층(V)에 존재하는 거대 피라미드 세포
- 외부 피라미드층(III)과 내부 피라미드층(V) 사이의 경계가 되는 내부 과립층(IV)이 부족하여 경계가 불분명함
- 뚜렷한 외부 과립층(II)이 없음
- 다형층(VI)에서 피질하 백질로의 점진적인 전환.

## 같이 보기
- 브로드만 영역
- 인간 두뇌의 영역 목록